# Conus spurius
Conus spurius é uma espécie de gastrópode do gênero Conus, pertencente a família Conidae.

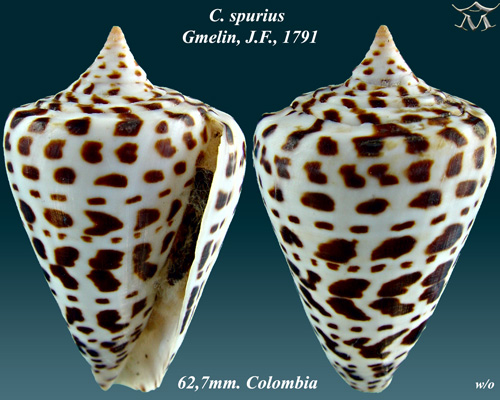
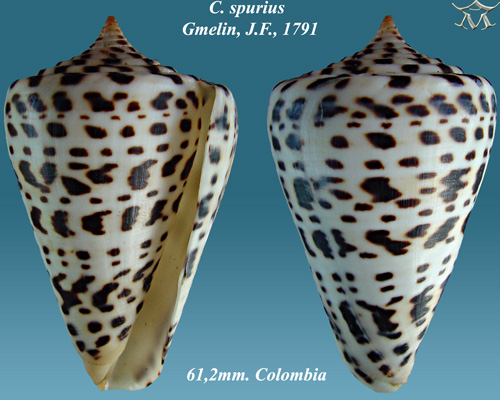
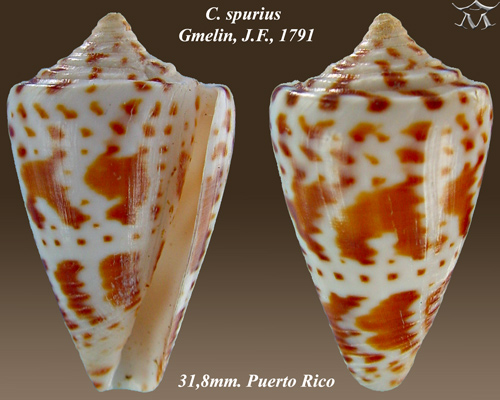
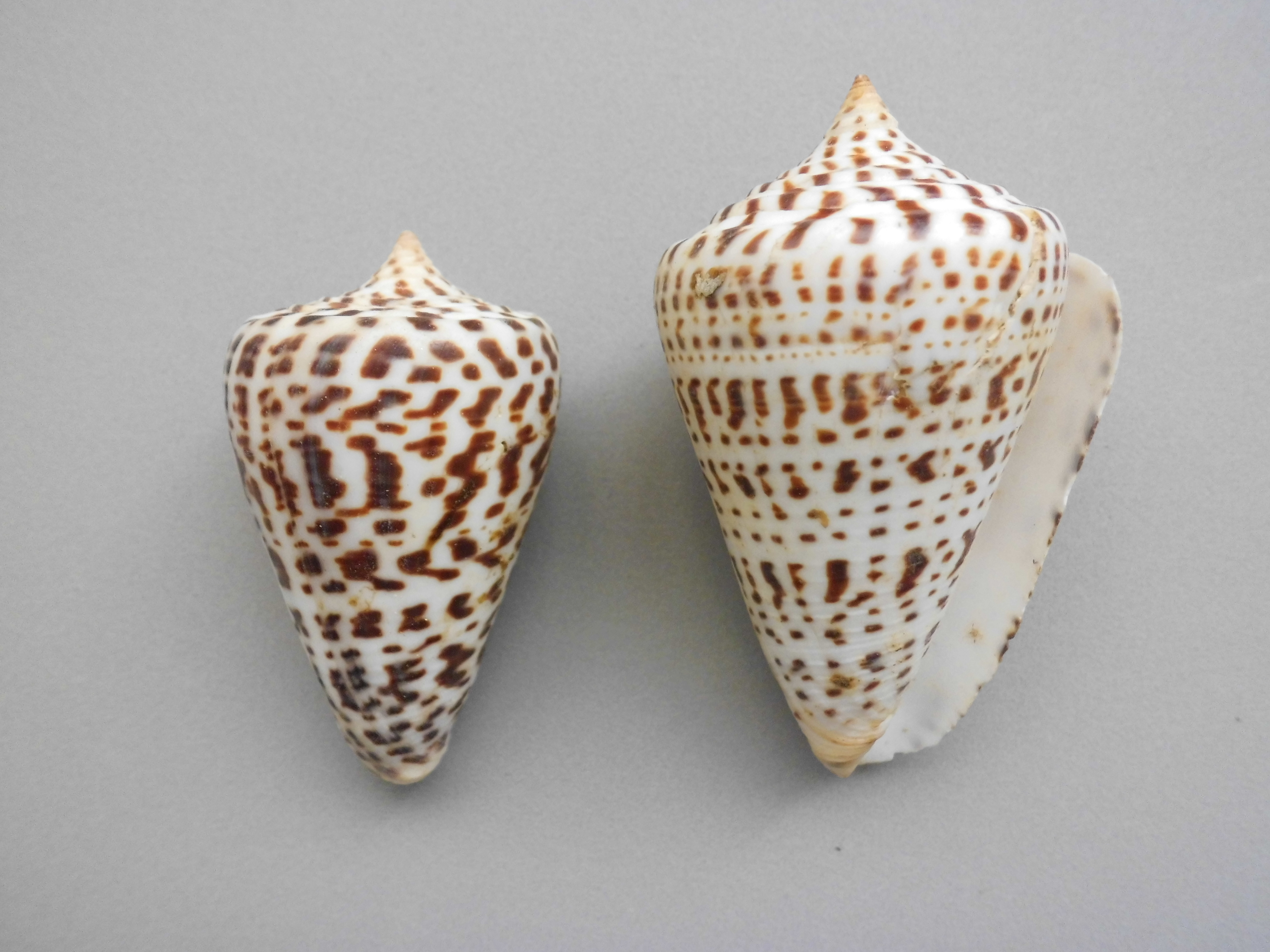
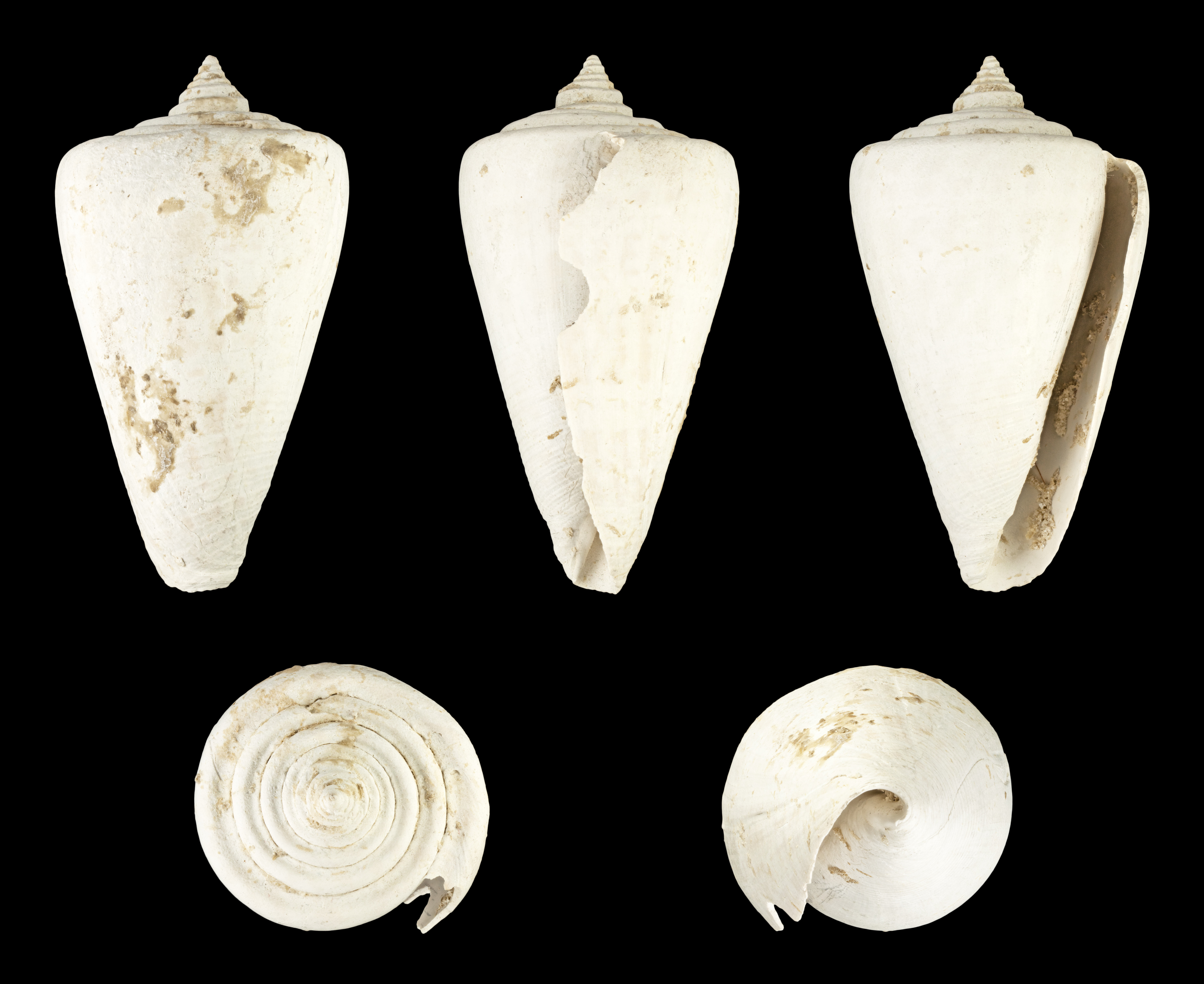
Plioceno